# Portage Lakes
Portage Lakes – jednostka osadnicza w Stanach Zjednoczonych, w stanie Ohio, w hrabstwie Summit.